# Arkeolog

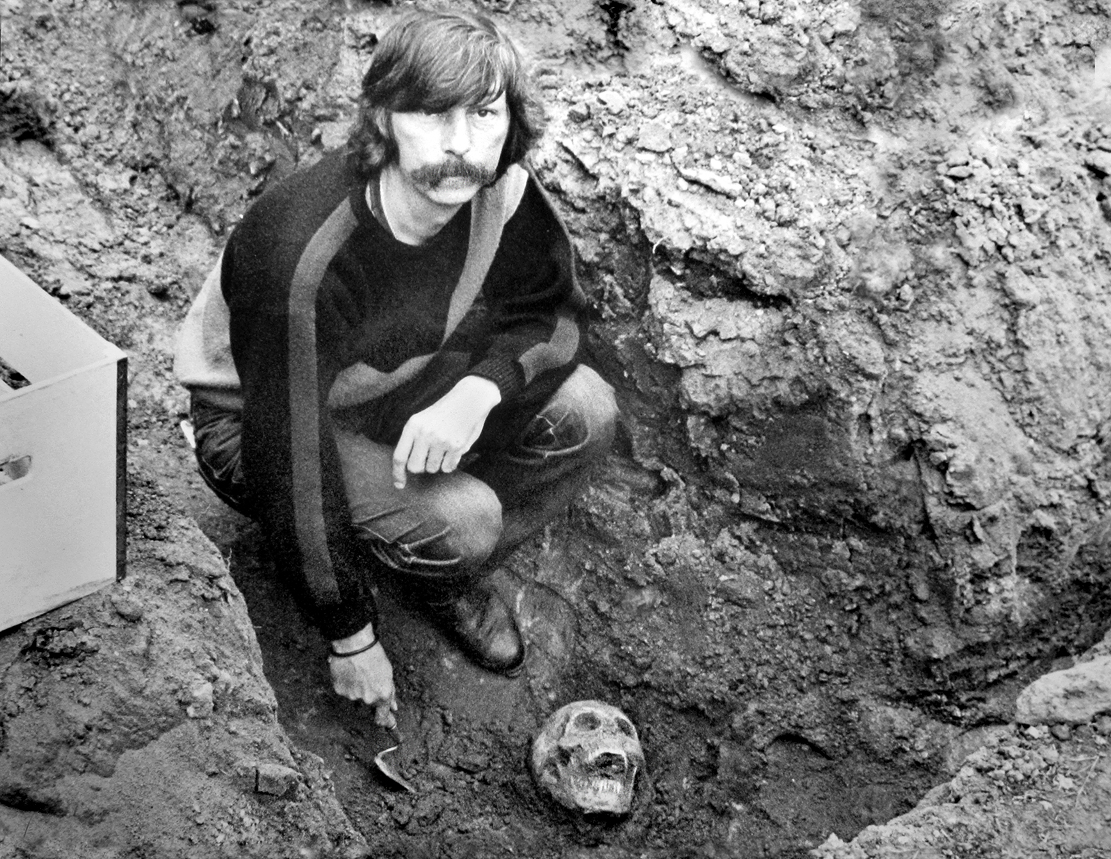
Malmö Museums Arkeolog Ulf Almqvist (1946-2000) frilägger ett kranium under en utgrävning i Kungsparken. Malmö 1986.

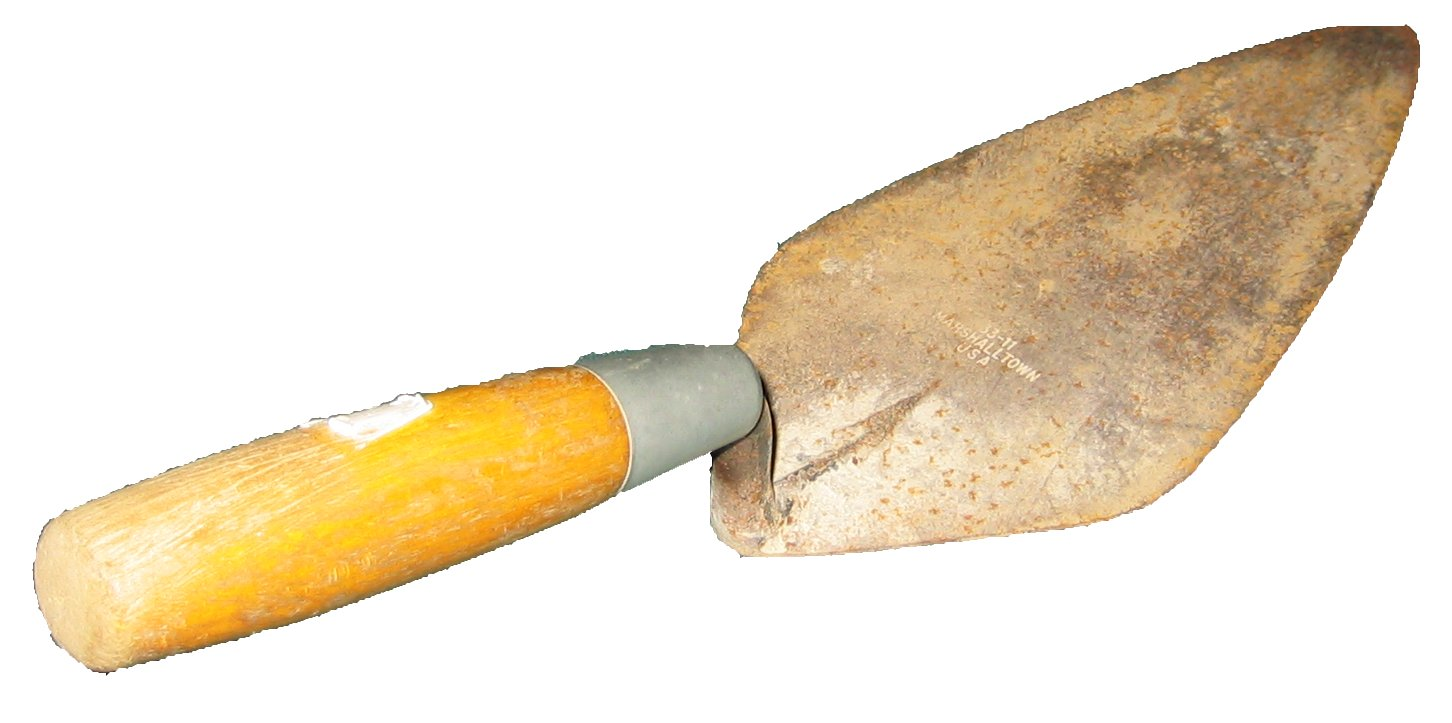
En skärslev (även kallad grävsked), ett av arkeologens viktigaste redskap.

En arkeolog är en person som arbetar med arkeologi, det vill säga studerar förflutna samhällen främst genom materiell kultur. Ämnet har i Sverige en nära koppling till historia (studiet av människans förflutna genom texter och bilder), men är bredare i omfattning. Då historiker främst studerar nedtecknat material, söker arkeologen information om forntiden genom all form av material som på något sätt påverkat människan.  
Yrket innefattar ofta utgrävningar, då man "gräver ut", dokumenterar och analyserar lämningar. I analysen ingår att placera in materialet i sitt sammanhang på en tidsskala (datering) och dra slutsatser genom att jämföra med tidigare funnet material. Många arkeologer är specialinriktade på ett visst område, till exempel förhistoria, maritima lämningar, medeltida samhälle, m.m. Arkeologens arbetsuppgifter är många och spridda. En vanlig uppgift i Sverige är arkeologisk inventering som utförs i syfte att påträffa tidigare okända fornlämningar.
För att bli arkeolog krävs utbildning vid universitet och högskola. Dess längd varierar från land till land, men i Sverige krävs som oftast minst en kandidatexamen med arkeologi som huvudområde för att söka jobb inom yrket. Många arkeologer vidareutbildar sig i ämnet genom att avlägga masterexamen och/eller doktorsexamen.
Förhållandena för hur arkeologi bedrivs i olika länder varierar i hög grad och arbetsförhållandena varierar därför även för arkeologer. I Sverige och flera andra länder deltar arkeologerna själva i såväl grävandet som i dokumentationen och rapportarbete.

## Att vara arkeolog i Sverige
I Sverige är de flesta yrkesverksamma arkeologer sysselsatta inom uppdragsarkeologin, där man på exploatörernas bekostnad undersöker fornlämningar som måste grävas ut då byggnationer som vägbyggen, ledningsgrävningar eller husbyggnader gör att de måste avlägsnas en så kallade exploateringsundersökning. En viktig arbetsuppgift är arkeologiska utredningar där man redan i projekteringsstadiet identifierar fornlämningar som kan bli hotade av byggnation. Alla arkeologiska undersökningar, även forskningsundersökningar utan koppling till markexploatering, regleras av Kulturmiljölagen.
Svenska arkeologer är vanligen anställda vid Statens historiska museer, Riksantikvarieämbetet eller vid ett länsmuseum eller av ett privat företag.  Många arkeologer organiseras av fackförbundet DIK. Det finns några hundra tillsvidareanställda arkeologer på arbetsmarknaden idag. Under grävsäsong anställs utöver dessa många som har en projektanställning eller annan tidsbegränsad anställning. På senare år har också flera myndigheter såsom Skogsstyrelsen och Trafikverket anställt arkeologer liksom ett antal konsultföretag enligt SACO. Fackförbundet DIK:s (Dokumentation, Information, Kultur) enkät Vad blev det av dig som läste arkeologi? (2004) belyser arkeologernas arbetssituation och anställningsvillkor, men även situationen för de arkeologutbildade som valde en annan yrkesbana än arkeologi och kulturmiljö. För vissa av arkeologerna hade det tagit mer än 10 år att få en tillsvidareanställning och de flesta av dem var visstidsanställda.